# The Woman in Black 2: Angel of Death
The Woman in Black 2: Angel of Death (originaltitel: The Woman in Black: Angel of Death) är en kanadensisk-brittisk-amerikansk övernaturlig skräckfilm från 2014, som är en uppföljare till den andra skräckfilmen The Woman in Black, från 2012. Den är regisserad av Tom Harper, samt fått sitt manus skrivet av Jon Croker, från en synopsis skriven av Susan Hill. De större rollerna i filmen spelas av Phoebe Fox, Jeremy Irvine, Helen McCrory, Adrian Rawlins, Leanne Best, och Ned Dennehy.
Filmen premiärvisades för första gången i Dubai, den 30 december 2014, följt av Storbritannien, Kanada och USA, där dess respektive biopremiärer ägde rum den 1 och 2 januari 2015. Biopremiären i Sverige ägde därefter rum den 13 februari samma år.

## Handling
Filmens handling utspelar sig ganska så exakt trettio år efter händelserna i den förra filmen, och kretsar mestadels kring den unga skollärarinnan Eve Perkins, som tillsammans med en grupp av skolbarn, är på väg bort mot tryggheten på den engelska landsbygden, mitt under härjandet av andra världskriget. Men precis, när de har ankommit till slutdestinationen av sin flyktresa, som är det övergivna godset Eel Marsh House, så upplever de allt annat än trygghet. För det ska nämligen visa sig, att platsen som de befinner sig på, är oerhört mörk och ogästvänlig, vilket även ska komma till att påverka beteendet hos alla skolbarn. Och inte blir det bättre, när det senare även visar sig, att de har väckt en fruktansvärt ond kraft till liv, som dessutom visar sig vara så mycket skrämmande och farligare, än alla bomber som slår ner hemma i London!
Det blir nu upp till Eve själv att försöka få stopp på dessa galenskaper, samt rädda livet på de stackars små skolbarnen, innan det är försent!

## Rollista
| Phoebe Fox        | – Eve Perkins          |
| Jeremy Irvine     | – Harry Burnstow       |
| Helen McCrory     | – Jean Hogg            |
| Adrian Rawlins    | – Dr. Rhodes           |
| Leanne Best       | – Jennet Humfrye       |
| Ned Dennehy       | – Jacob                |
| Oaklee Pendergast | – Edward               |
| Jude Wright       | – Tom                  |
| Amelia Pidgeon    | – Joyce                |
| Casper Allpress   | – Fraser               |
| Amelia Crouch     | – Flora                |
| Leilah de Meza    | – Ruby                 |
| Alfie Simmons     | – Alfie                |
| Pip Pearce        | – James                |
| Eve Pearce        | – Alice Drablow (röst) |